# 秋田内陸縦貫鉄道AN-8800形気動車
秋田内陸縦貫鉄道AN-8800形気動車（あきたないりくじゅうかんてつどうAN8800がたきどうしゃ）は、秋田内陸縦貫鉄道が保有する気動車である。

## 概要
秋田内陸縦貫鉄道では秋田内陸線全通までの暫定措置として国鉄からキハ22形を9両借り入れて運行したが、キハ22形は国鉄時代に冬期の単行運転の実績がないうえ老朽化が進行しており、故障が頻発したため、全線開業を待たず1988年2月に新潟鐵工所で9両（AN-8801 - 8809）が製造された。
前面貫通構造、両運転台の軽快気動車である。

## 構造

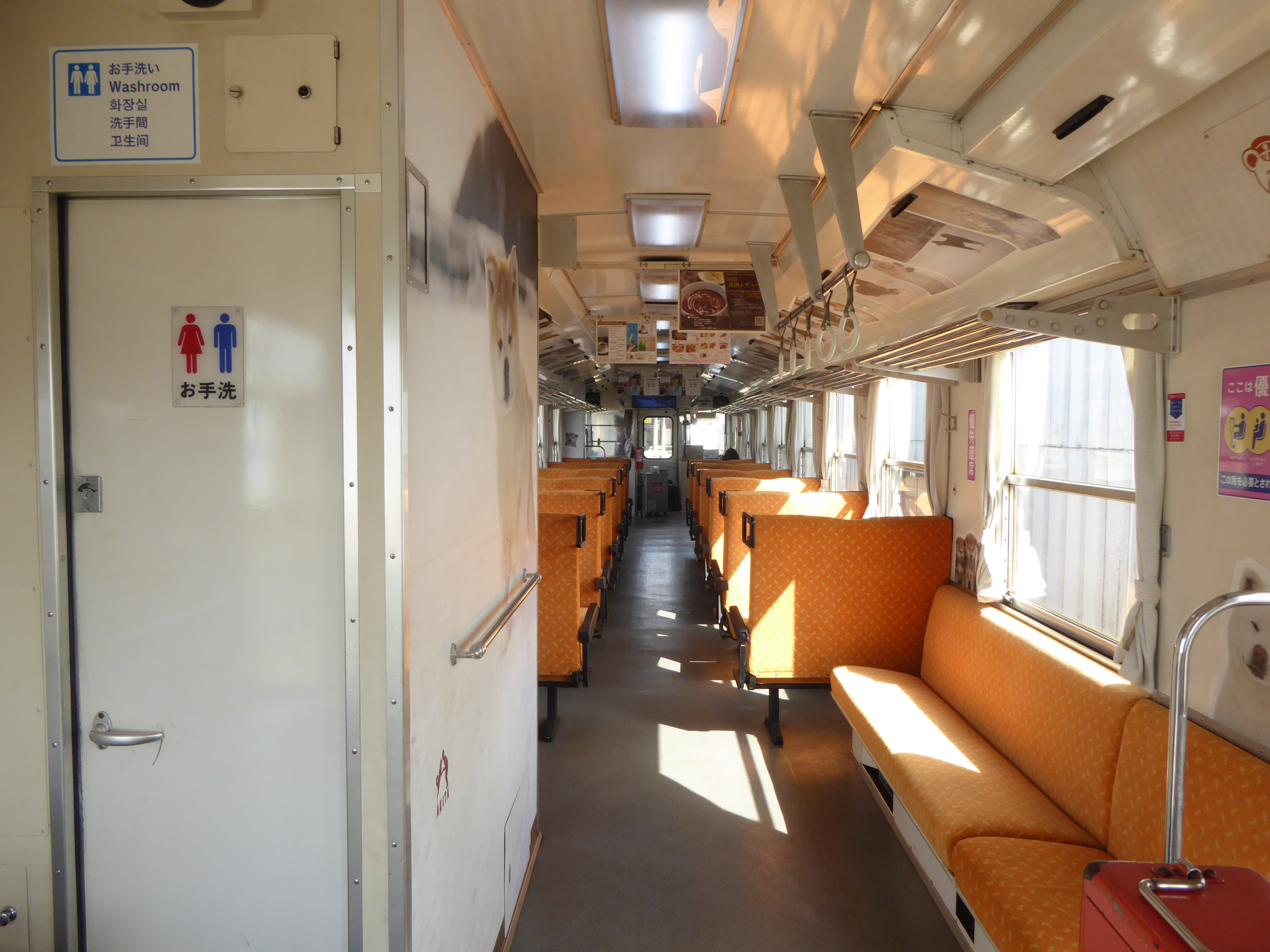
車内

新潟鐵工所のローカル線向け軽快気動車であるNDCシリーズの一員で、車体長18.5m。同世代にあたる若桜鉄道のWT2500形（現WT3000形）と基本仕様は共通しているが、寒冷地への投入のため乗客用扉が引戸になっている。車内はセミクロスシートでトイレ、ワンマン運転対応設備を有する。定員120名（座席60名）。
車体塗装の塗り分けはそれまでのキハ22形に準じるが、地色がクリーム色からアイボリーに変更された。その後8804以外の車両が1両ごとに異なった塗装に変更されている。 
走行用機関として直噴式の6H13AS(250 PS / 1900 rpm)ディーゼルエンジンを床下に1基搭載し、前位側台車の2軸を駆動する。台車は動台車がNP120D、従台車がNP120Tで、いずれも枕ばねは空気ばねである。また、冷房装置としてAU26(22000 kcal/h)を1基搭載する。
8808は、2003年にカラオケを装備するお座敷列車に改造され、桜と紅葉の絵柄をラッピングした外観となった。2018年4月には「マタギ号」としてリニューアルを受けた。さらに2022年4月には「走るマタギの古民家」がコンセプトの「秋田マタギ号」として再リニューアルされ、車内はテーブル付きの4人掛けボックスシートとなった。

## 運用
当初は秋田内陸北線（旧阿仁合線）と秋田内陸南線（旧角館線）の両方に投入され、全通により秋田内陸線全線で普通列車の運用を開始した。2012年以降はAN-8900形に代わって急行列車にも使用されている。
8808は前述のお座敷化改造以後、主に貸切・イベント列車で運用されていた。その後「秋田マタギ号」に再々改造された2022年4月からは、第1・2・4・5土曜日に急行「もりよし」で運行されている。

## カラーリング
当初は全車が白地に赤帯の内陸線標準色だったが、2022年3月31日現在8804以外の各車がそれぞれ違う塗装となっている。
- AN-8801（黄色）
- AN-8802（紫色）
- AN-8803（橙色）
- AN-8804（登場時塗色）
- AN-8805（紺色）
- AN-8806（赤色）
- AN-8807（青色）
- AN-8808（秋田マタギ号）
- AN-8809（黄緑色）

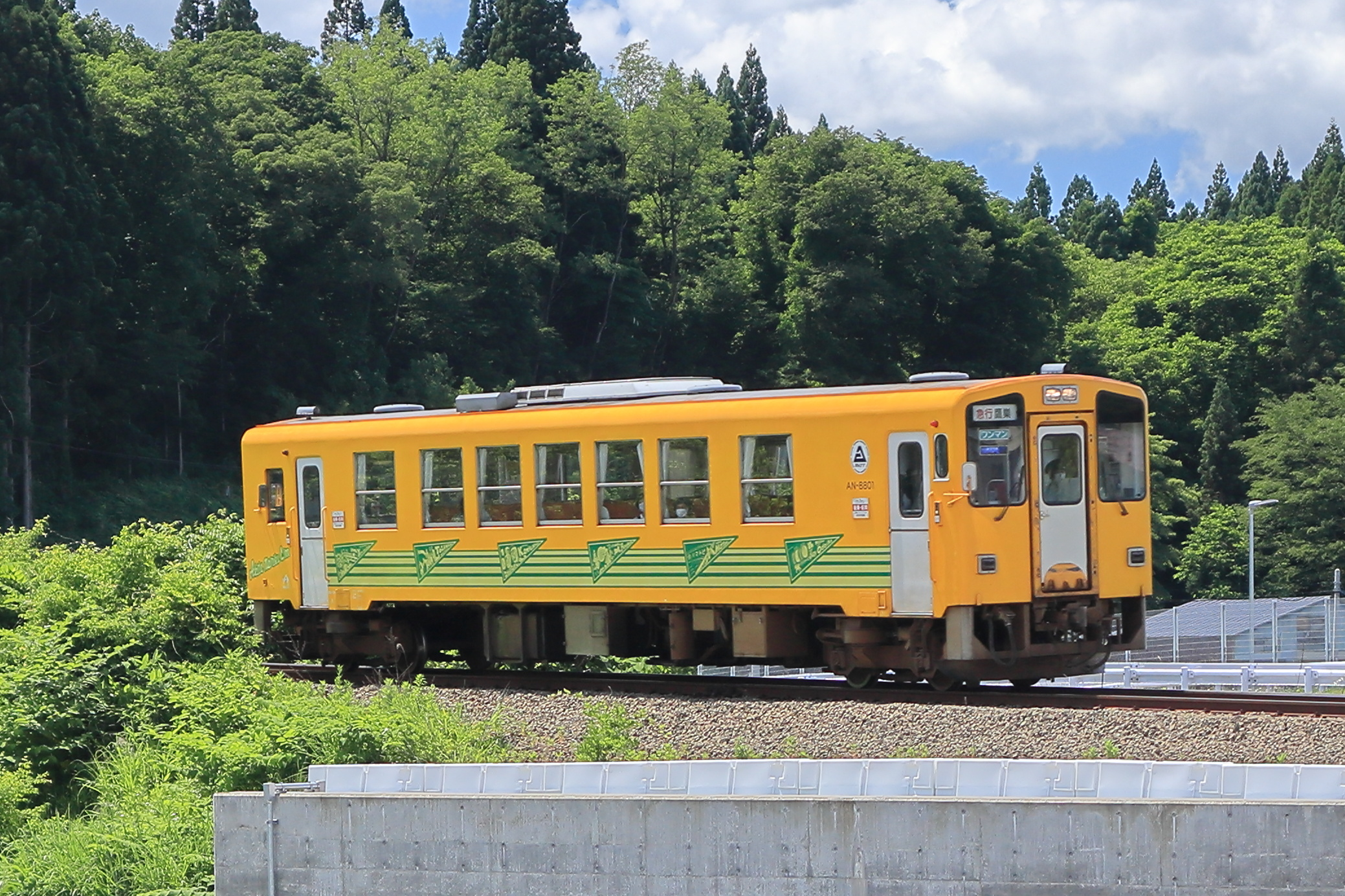
AN-8801 （2021年6月17日）
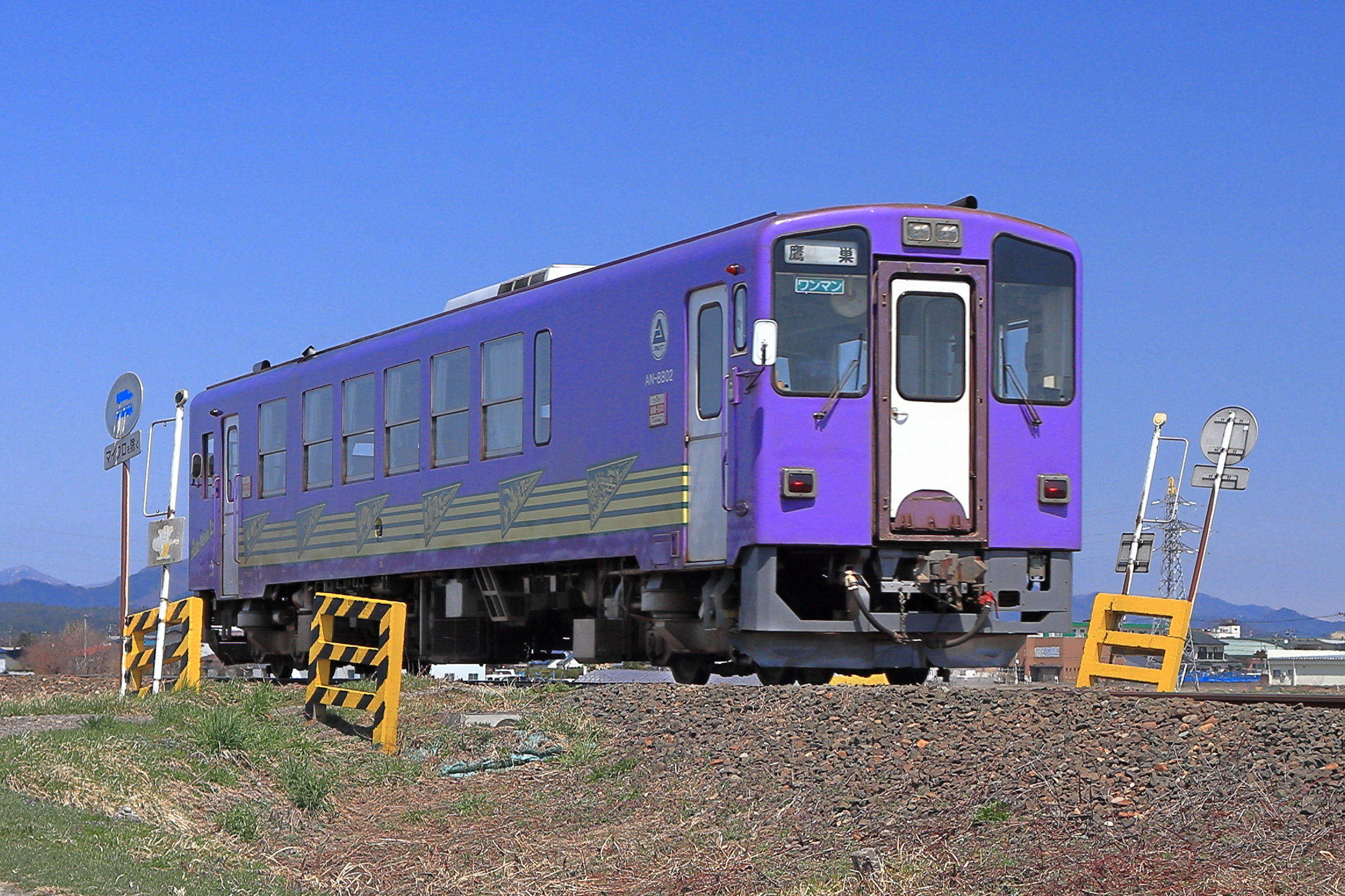
AN-8802 （2022年4月20日）
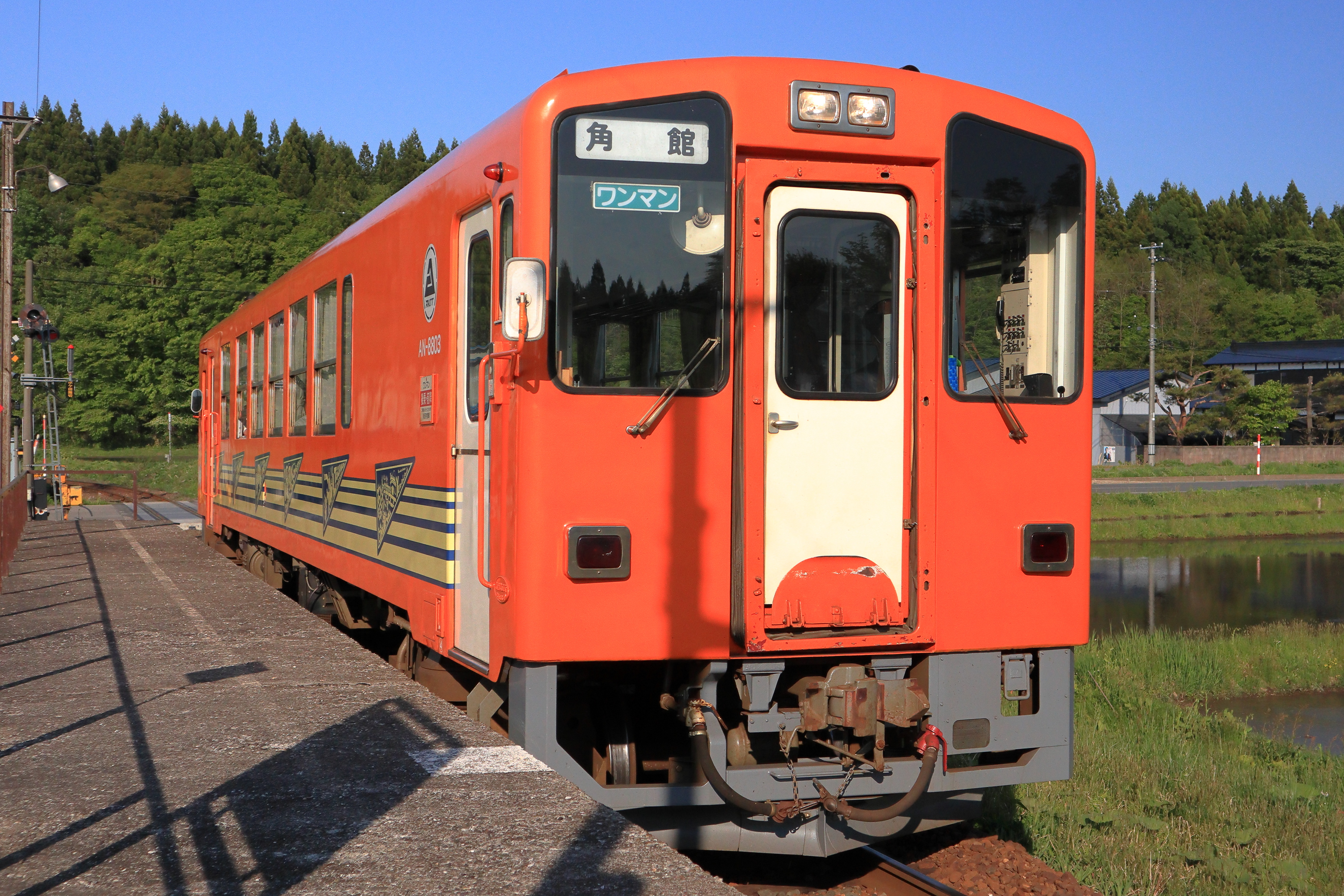
AN-8803 （2022年5月18日）
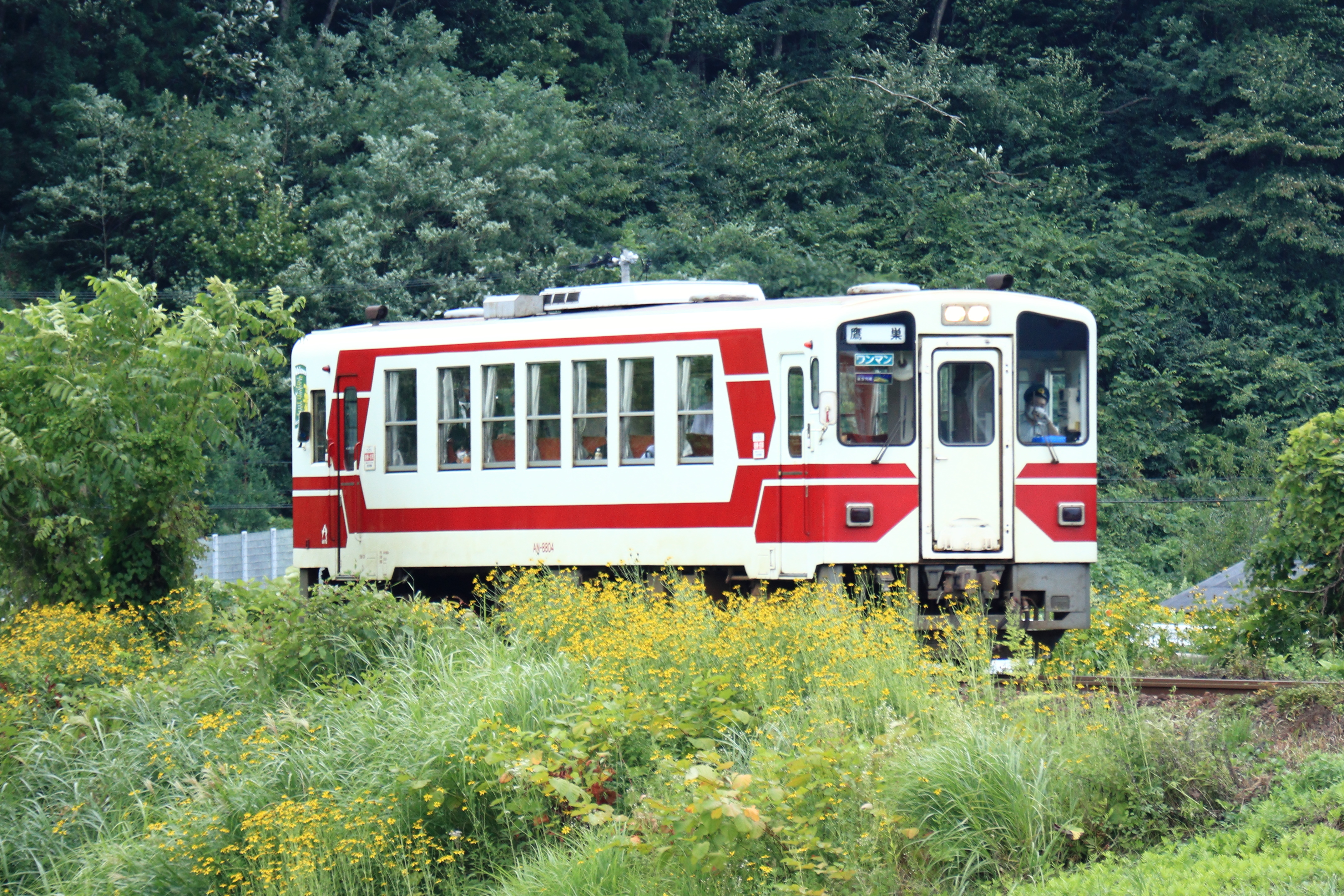
AN-8804 （2021年8月13日）
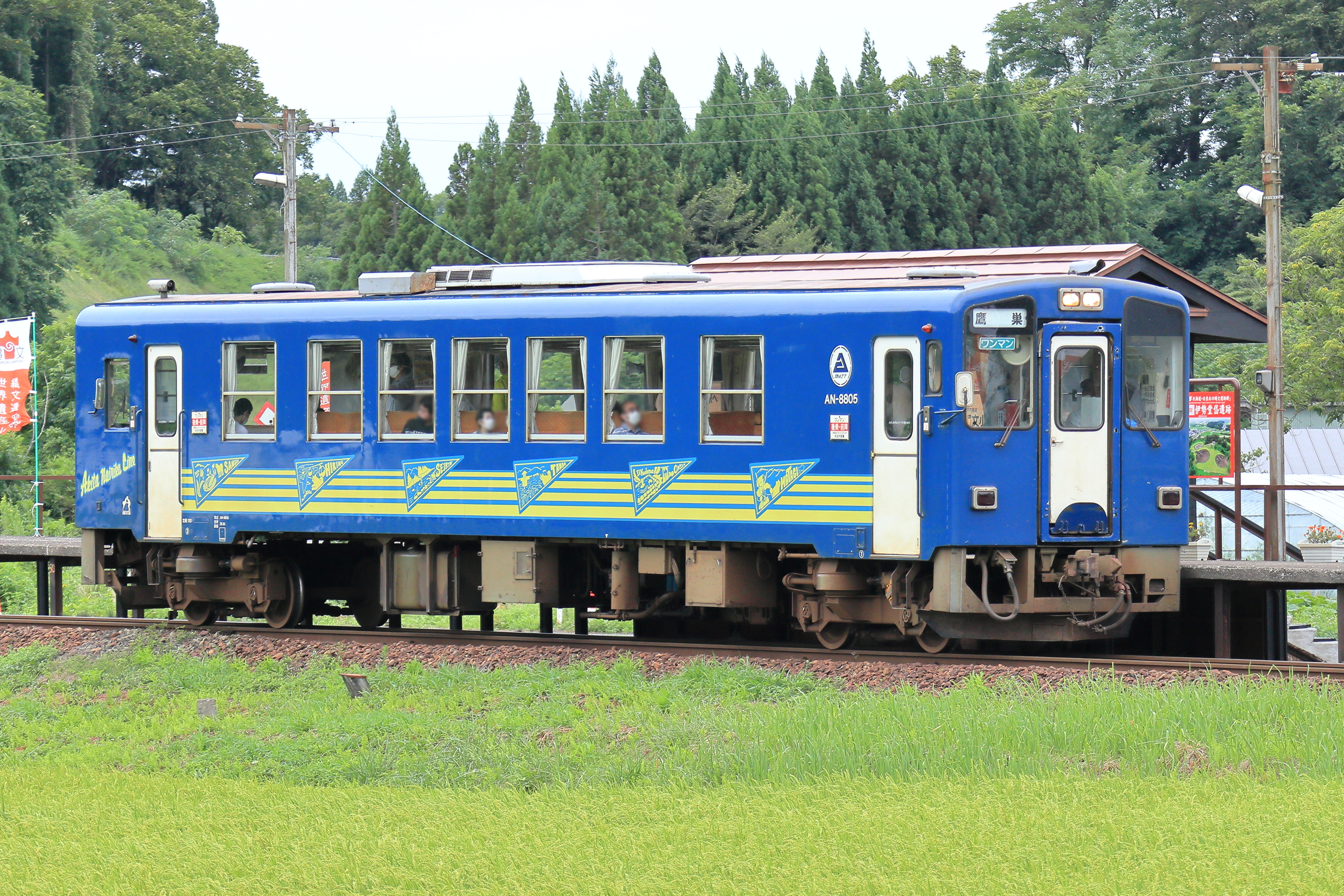
AN-8805 （2021年8月14日）
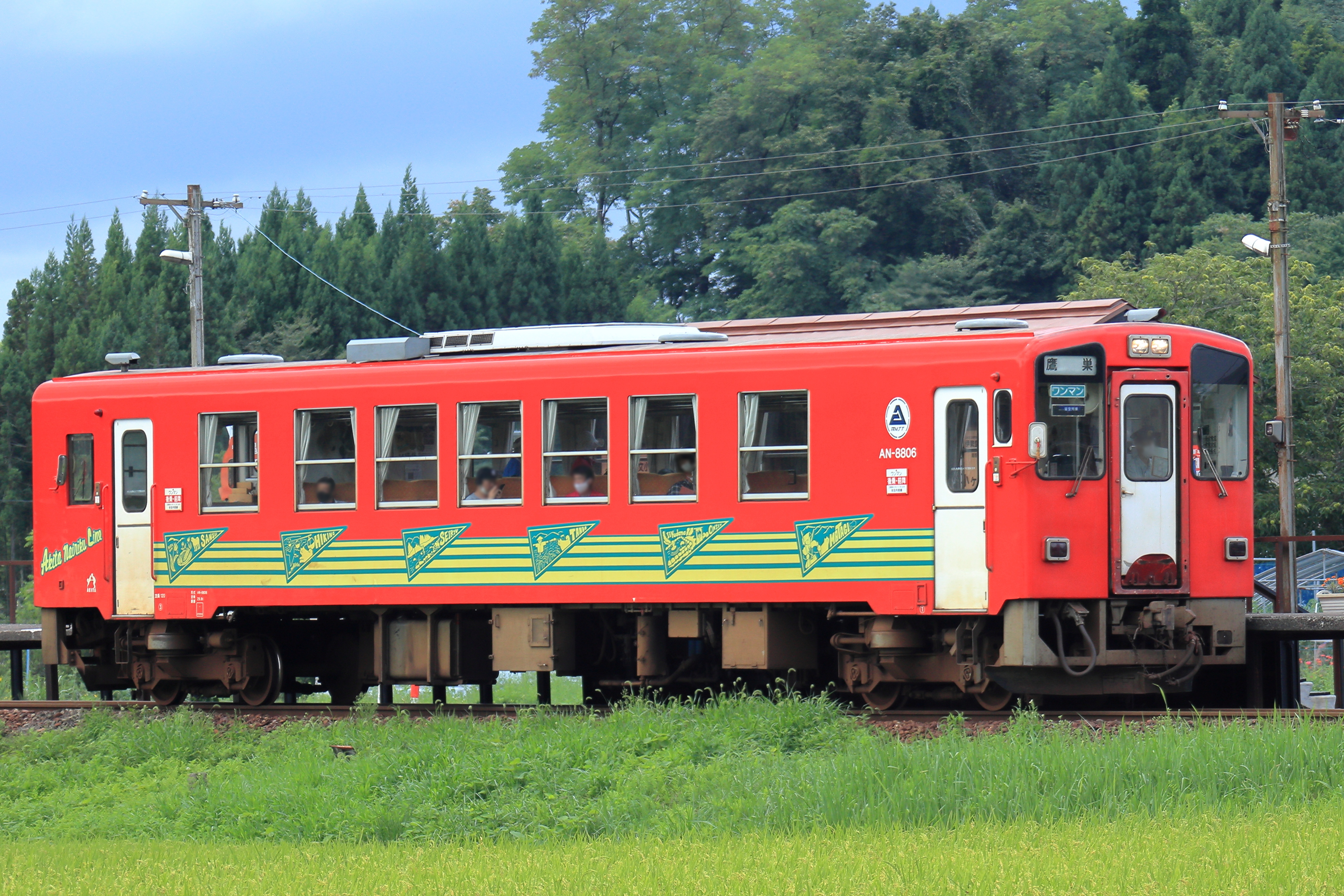
AN-8806 （2021年8月27日）
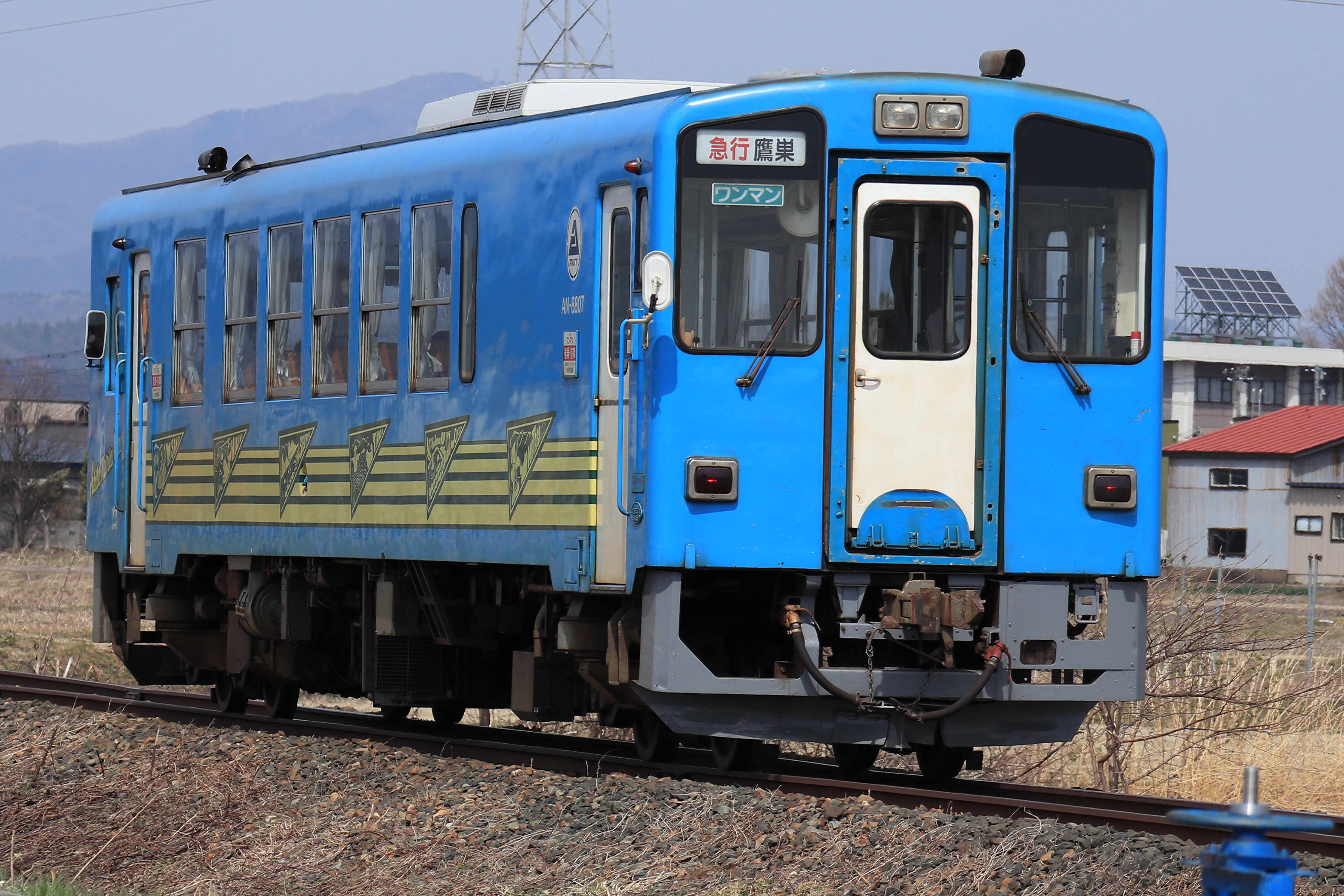
AN-8807 （2022年4月11日）
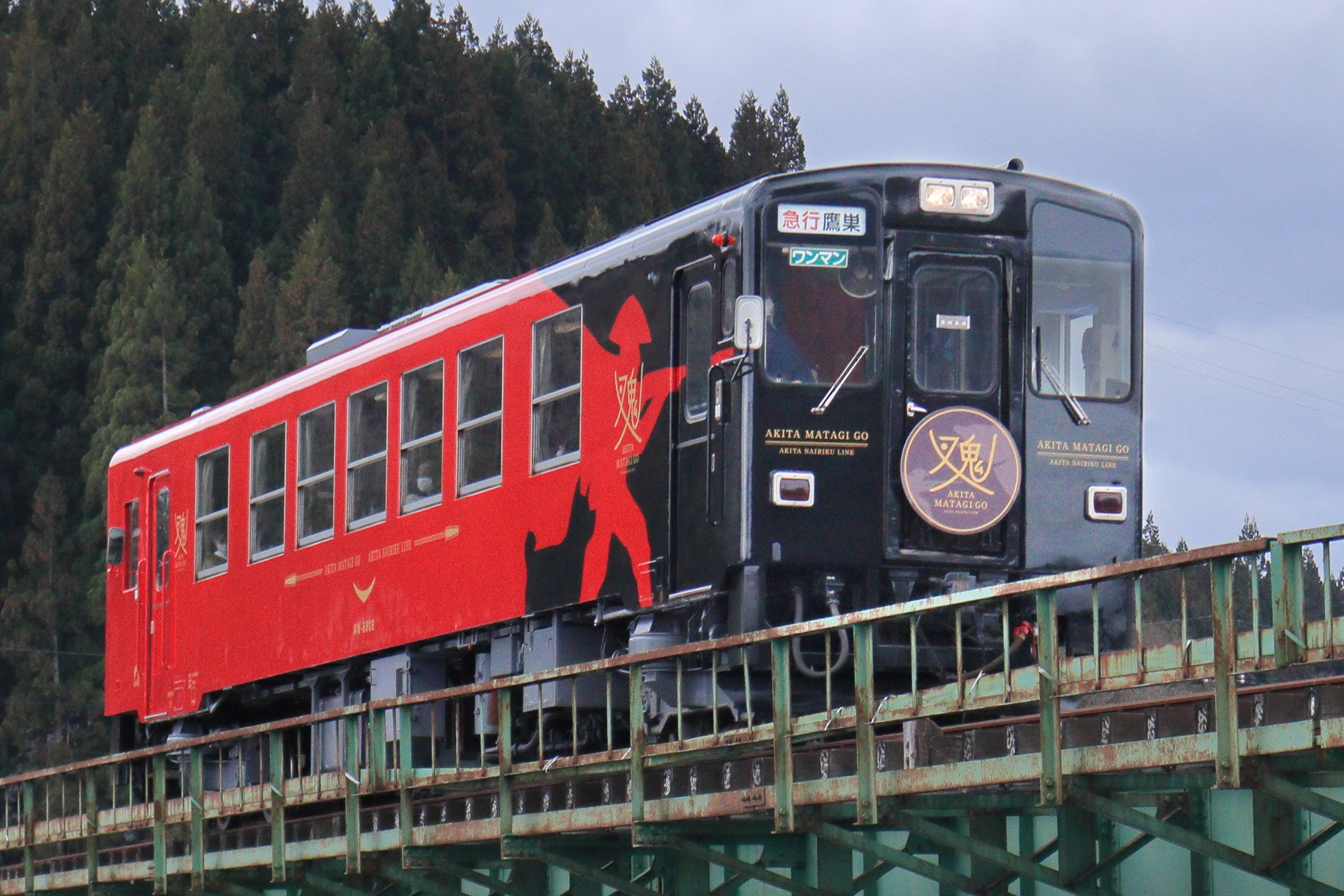
AN-8808 （2022年4月2日）
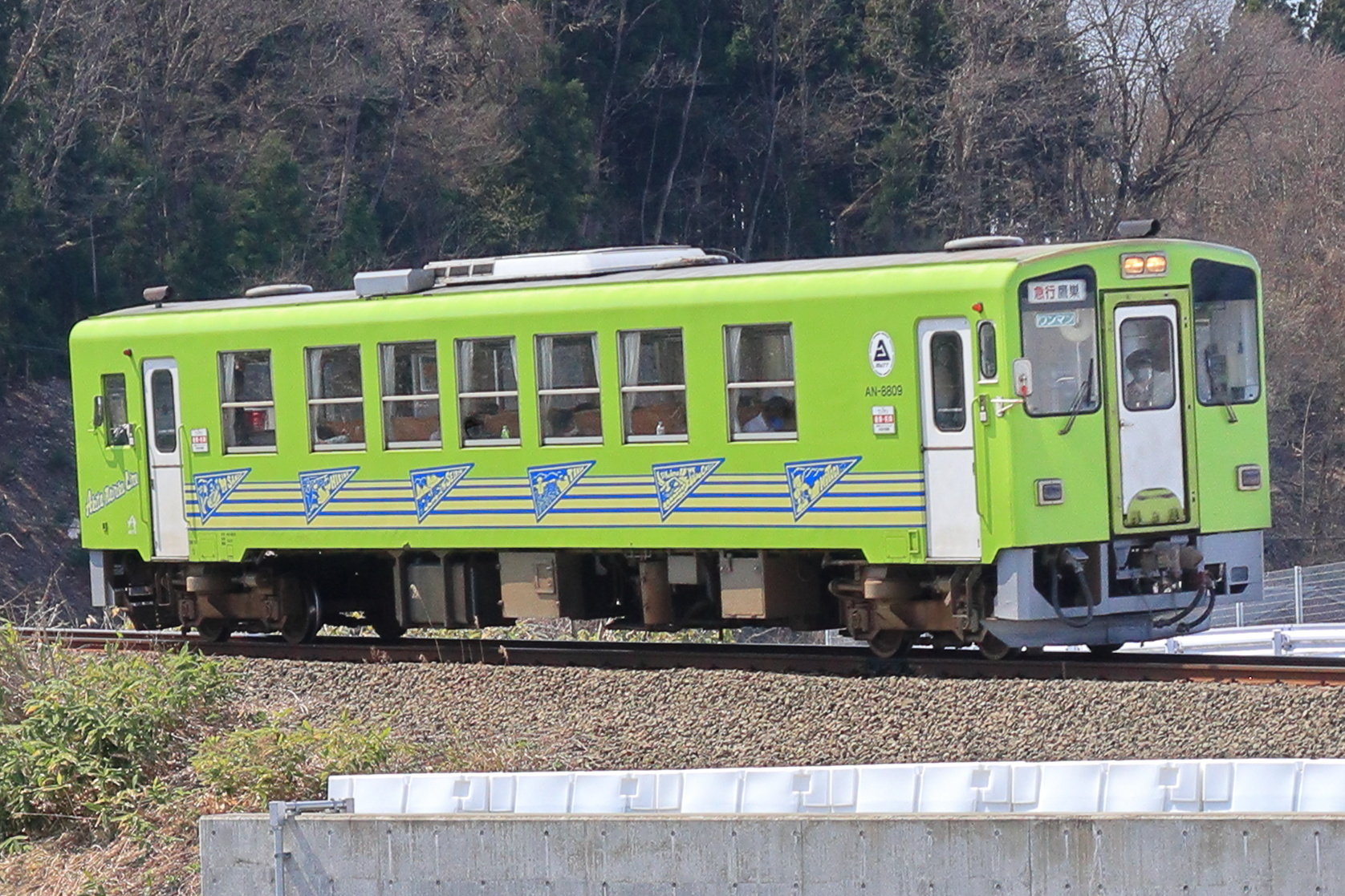
AN-8809 （2022年4月19日）

## 車体ラッピング

### 秋田犬っこ列車
2016年（平成28年）12月から行われているラッピングである。外装は、先行の8805 - 8809号車は秋田犬と沿線の景勝地のイラスト、後から改装した8801 - 8803号車は沿線のお祭りのイラストが絵柄となっている。
秋田犬を基調とした内外装となっており、秋田犬の写真展示や犬柄のモケットといった特徴がある。